# Johannes Bitter
Johannes Bitter (ur. 2 września 1982 roku w Oldenburgu) – niemiecki piłkarz ręczny, reprezentant kraju. Występuje jako bramkarz. Obecnie gra w Bundeslidze, w drużynie HSV Hamburg. W 2007 roku zdobył złoty medal na Mistrzostwach Świata, rozgrywanych w Niemczech.

## Kluby
- do 1999  HSG Neuenburg/Bockhorn
- 1999–2002  SG VTB Altjührden
- 2002–2003  Wilhelmshavener HV
- 2003–2007  SC Magdeburg
- od 2007  HSV Hamburg

## Sukcesy
- 2007: mistrzostwo Świata
- 2007: puchar EHF
- 2008: brązowy medal mistrzostw Niemiec
- 2009, 2010: wicemistrzostwo Niemiec
- 2009, 2010: superpuchar Niemiec
- 2010: puchar Niemiec
- 2011: mistrzostwo Niemiec